# Al-Hàssan ibn Abi-Muhàmmad
Al-Hàssan ibn Abi-Muhàmmad Abd-Al·lah az-Zayyaní (àrab: الحسن بن عبد الله الثاني الزياني, al-Ḥasan b. ʿAbd Allāh az-Zayyānī) fou emir de la dinastia abdalwadita de Tremissèn (Tlemcen) del 1550 al 1556.
Va succeir el seu germà Abu-Zayyan III quan aquest va morir. El 1551 una incursió sadita (marroquina) s'hauria apoderat breument de Mostaganem i Tlemcen (on hauria governat un valí de nom Abado) però només retirar-se l'exèrcit sadita els otomans van recuperar Mostaganem i van restaurar al sultà de Tlemcen. La datació d'aquestos fets el 1551 és incerta. Els turcs es van mostrar arrogants i van actuar amb poca consideració amb els àrabs. El 1554 va córrer el rumor que al-Hàssan ibn Abi-Muhàmmad havia entrat en contacte amb els espanyols d'Orà per ajudar-lo a expulsar els otomans, i el beglerbegi Salah Reis (maig de 1552 - 1556) va voler tallar qualsevol intent de manera fulminant i va instigar una revolta; l'assemblea d'ulemes fou forçada a declarar-lo traïdor i indigne del tron. A començament del 1555 al-Hàssan ibn Abi-Muhàmmad va haver d'abandonar Tlemcen i es va retirar a Orà on el comte d'Alcaudete Martín Alonso Fernández de Córdoba Montemayor y Velasco (que fou governador del 1538 al 1558, sent succeït per Alonso de Córdoba y Fernández de Velasco, també comte d'Alcaudete) el va acollir i el va tractar amb consideració. Des de 1555 Tlemcen fou governada per un agha turc.
Va morir allí de la pesta el 1558. Va deixar un fill que es va batejar amb el nom de Carles sent apadrinat pel mateix emperador Carles V que li va donar unes terres a Castella.